# Nicolas Pinson
Pour les articles homonymes, voir Pinson (homonymie).
Nicolas Pinson est un architecte français du XVIIIe siècle, né à Dieppe en 1686, mort en 1758. Il est affilié par son mariage à une famille d'architectes français, originaire du comté de Laval, les Langlois.

## Biographie
Nicolas Pinson, sculpteur, il épouse en 1718 Renée Langlois, fille de François Langlois. Élève du sculpteur Jean Cornu, parent de sa mère, il habite en 1720 à la Selle en Anjou, et peu après Pinson revient au Comté de Laval. 
Nicolas Pinson construit :
- plusieurs autels à Jublains de 1718 à 1722
- il élève en 1736 dans l'église de Châlons-du-Maine les deux autels de Notre-Dame de Pitié et de Sainte-Anne
- à Martigné, il taille en 1737 un bas-relief représentant l'adoration des Mages[2]
- à Saint-Aubin-du-Cormier, le retable du maître-autel en 1743

Il garde encore au XVIIIe siècle la tradition des artistes lavallois du siècle précédent. En 1746, il sauve ses biens de la saisie en les faisant passer pour des propriétés de l'une de ses belles-sœurs.
Son fils, Yves-Jean Pinson, sculpteur à son tour, ne laisse plus en certaines églises du Bas-Maine que de tristes échantillons de son talent, selon l'appréciation de l'abbé Angot. Jacques Salbert est moins catégorique et indique que son œuvre apparait comme une tentative de synthèse maladroite entre les traditions architecturales du retable lavallois et les apports nouveaux de l'art de cour.
Il est l'auteur du maître-autel de Saint-Germain-le-Guillaume, en 1760, de deux autels à Grazay en 1773, le maître-autel de Fromentières en 1775, des autels à Livet en 1778, et à Saint-Christophe-du-Luat en 1779, ainsi que des retables majeurs de Livet et de l'Église Saint-Aubin de Vautorte en 1743. Il meurt en 1789.

## Polémique sur Pasquier Quesnel
Nicolas Pinson est aussi connu à l'occasion d'une des nombreuses polémiques concernant Pasquier Quesnel, théologien janséniste. Ce dernier fut concerné par deux accusations auxquelles il a répondu par un écrit Inscription en faux :
- Michel Poncet de La Rivière, évêque d'Angers, qui raconte dans sa Lettre à M. Le Marquis  de **, du 30 octobre 1720, qu'étant dans son séminaire en 1718, l'un des curés qui étaient alors en retraite, lui dit que le nommé Nicolas Pinson, sculpteur, établi dans l'Anjou, et qui se disait neveu de Pasquier Quesnel, avait avancé en bonne compagnie chez le curé de Loiré, que les actions du père ne s'accordaient pas avec ses sentiments. L'évêque demanda des preuves par écrit fournie par Pinson dans la lettre du 18 septembre 1718[5], écrite à Saint-Aignan au curé de Loiré. Le curé de Loiré envoya cette lettre à l'évêque qui en fit usage dans plusieurs ouvrages[6] pour se déchainer contre Quesnel, et pour montrer que rien n'est plus capable de prévenir le progrès de l'erreur que de découvrir les motifs trompeurs qui la répandent.

L'évêque d'Angers, hostile au Jansénisme, citait des aveux qu'il avait reçus de Nicolas Pinson, qui  travaillait dans son diocèse et qui se disant neveu du Père Quesnel, en rapportait peu honorables pour sa mémoire.